# Trenażer rowerowy
Trenażer rowerowy – urządzenie stacjonarne, które po przymocowaniu do niego roweru, umożliwia trening kolarski w domowych warunkach. Wykorzystywane przede wszystkim w sezonie jesienno-zimowym, kiedy niskie temperatury, wiatr oraz opady utrudniają kolarzom jazdę na zewnątrz.

## Rodzaje trenażerów rowerowych
- Trenażer rolkowy – typ trenażera, do którego nie zdejmuje się tylnego koła roweru, gdyż jest ono kładzione na specjalnej rolce. W wyniku pedałowania koło się obraca, a wraz z nim – rolka. Plusem urządzenia jest efektywność ćwiczenia równowagi, a minusem brak możliwości zwiększenia oporu powyżej poziomu generowanego przez napęd roweru[1].
- Trenażer na tylne koło – jest to typ trenażera, który charakteryzuje się szeroką ramą gdzie wpina się rower za pośrednictwem dedykowanej osi lub bezpośrednio za tylne haki. Co najważniejsze to konstrukcja trenażera na tylne koło jest w większości przypadków kompaktowa i umożliwia podłączenie każdego typu roweru[2].
- Trenażer magnetyczny – urządzenie generujące opór za pomocą magnesów, co pozwala intensyfikować trening. Do użycia trenażera magnetycznego również nie zdejmuje się tylnego koła, ale – w przeciwieństwie do rolkowych odpowiedników – należy zamocować oś koła do ramion trenażera, które tworzą pole magnetyczne, powodując opór[3].
- Trenażer elektromagnetyczny – zbliżony do magnetycznych odpowiedników, jednak wytwarzający pole nie magnetyczne, a elektromagnetyczne – powstałe na skutek przepływu prądu elektrycznego. Modele elektromagnetyczne są często montowane bezpośrednio do napędu – z pominięciem koła.
- Trenażer olejowy – urządzenie hydrokinetyczne, czyli tworzące opór wskutek zanurzania specjalnej płytki w komorze z płynem. Zaletą trenażera olejowego jest cicha praca.
- Trenażer Direct Drive – rodzaj trenażera z napędem bezpośrednim, który wymaga zdjęcia tylnego koła roweru. Urządzenie jest podłączane do kasety rowerowej[4].
- Trenażer interaktywny – każdy trenażer, w którym symulacja jazdy kolarskiej jest rozszerzona o część wirtualną. Dzięki połączeniu urządzenia z komputerem czy telefonem użytkownik może widzieć symulowaną trasę, odczuwając zwiększony opór w trakcie pokonywania wirtualnych przewyższeń. Interaktywność dotyczy przede wszystkim trenażerów Direct Drive.

## Jazda na trenażerze a trening spinningowy
Zarówno trening na trenażerze, jak i spinning polegają na symulacji jazdy kolarskiej. W przeciwieństwie do roweru spinningowego, trenażer nie działa samodzielnie – do urządzenia musi być podłączony rower, cały lub ze zdjętym tylnym kołem, w zależności od rodzaju trenażera.
Kolejną różnicą jest cel stosowania urządzeń. Rower spinningowy służy przede wszystkim do treningu aerobowego lub cardio. Trenażer jest z kolei wykorzystywany do zachowania formy między sezonami kolarskich treningów i wyścigów – ma w maksymalnym stopniu odzwierciedlać jazdę na tradycyjnym rowerze. Korzystanie z trenażera służy więc nie tylko poprawie kondycji, ale także zachowaniu odpowiedniej techniki jazdy oraz rozbudowie mięśni.